# مافالدا
مافالدا هي شخصية كرتونية من تصميم الفنان الأرجنتيني خواكين سلفادور لابادو الشهير بكينو. مافالدا هي فتاة تبلغ من العمر 6 سنوات تمثل الطبقة الوسطى والنشئ من المجتمع وتتبنى فكرة الإنسانية والسلام وتقف في وجه من يفسدون العالم من الراشدين. عرض المسلسل تلفزيوني من عام 1964 وحتى 1973 ولاقى نجاحًا في أمريكا اللاتينية وأوربا وكيبك وآسيا، اعقبه جزئين وكتاب.

## تاريخ الشخصية
ظهرت شخصية مافالدا عام 1962. ثم تلقى كينو عرضًا من زميله الفنان ميغيل براسكو أن تستخدم مافالدا في دعاية لإحدى منتجات شركة سيام دي تيلا وهو أن تستخدم كل شخصيات المسلسل المنتج وهم يرتدون كنزات عليها حرف M. بعد عام 1973 رسم كينو الشخصية عدة مرات للتوعية بحقوق الإنسان. وفي عام 1976، استخدمت مافالدا للترويج لاتفاقية حقوق الطفل التابعة لليونيسف.

## إصدارات الكتب وترجمتها
1. مافالدا (1966 )
2. هكذا تكون الأمور، مافالداAsí es la cosa, Mafalda (1967 )
3. مافالدا 3 (1968 )
4. مافالدا 4 (1968 )
5. مافالدا 5 (1969 )
6. مافالدا 6 (1970 )
7. مافالدا 7 (1972 )
8. مافالدا 8 (1973 )
9. مافالدا 9 (1974 )
10. مافالدا 10 (1974 )
11. مافالدا إنديتا Mafalda Inédita ( غير منشور ) (1989 )
12. عشرة سنوات مع مافالدا10 Años con Mafalda (1991 )
13. الأعمال الكاملة لمافالدا Toda Mafalda (1992 )

تختلف الطبعات من بلد إلى أخرى ففي إسبانيا كتيبات تبدأ المجموعة بالجزء 0 وتنتهي بالجزء رقم 10، ولاحقًا أصدر كتاب فيه الأعمال الكاملة Toda Mafalda' من مطابع لومين Lumen'؛ أمّا في المكسيك تبدأ أجزاء الكتيبات من 1 وحتى 12.

مافالدا الجزء ال 12

## روابط خارجية
- الموقع الرسمي لكينو.
- قصة حياة مافالدا (باللغة الأسبانية)
- أقوال مافالدا على تويتر